# Gannot
Gannot (hebr.: גנות) – moszaw położony w samorządzie regionu Emek Lod, w Dystrykcie Centralnym, w Izraelu.
Leży na równinie Szaron w aglomeracji miejskiej Gusz Dan, w otoczeniu miast Tel Awiw, Ramat Gan i Or Jehuda, miasteczka Azor, oraz moszawów Chemed i Miszmar ha-Sziwa. Na wschód od moszawu, za rzeką Ajalon jest międzynarodowy port lotniczy im. Ben-Guriona.

## Historia
Pierwotnie istniała w tym miejscu arabska wioska Bajt Dajan, która podczas wojny domowej w Mandacie Palestyny w kwietniu 1948 została zdobyta i zniszczona przez Izraelczyków.
W 1953 zdemobilizowani izraelscy żołnierze utworzyli tutaj nową osadę, która jednak została porzucona. Współczesny moszaw został założony w 1955, dzięki inicjatywie Rassco (Przedsiębiorstwo Rozbudowy Podmiejskich Wsi). Osiedlili się tutaj mieszkańcy innych wiosek z Izraela. Nazwę moszawu zaczerpnięto z księgi Amosa 9:14.

I odmienię los mojego ludu izraelskiego, tak że odbudują spustoszone miasta i osiedlą się w nich. Nasadzą winnice i będą pić ich wino, założą ogrody i będą jeść ich owoce.

## Kultura i sport
W moszawie znajduje się ośrodek kultury, biblioteka i boisko do piłki nożnej.

## Gospodarka
Gospodarka moszawu opiera się na sadownictwie i intensywnym rolnictwie. Znajduje się tutaj firma Ganot Grocery, która dostarcza warzywa do licznych sklepów. Firma Savir S.A. Investments Ltd. zajmuje się instalacjami ogniw słonecznych na dachach domów.

## Komunikacja
Przy moszawie znajduje się rozległy węzeł drogowy autostrady nr 1  (Tel Awiw–Jerozolima) z autostradą nr 4  (Erez–Kefar Rosz ha-Nikra). Jednak dojazd do moszawu jest możliwy jedynie z autostrady nr 4, gdy się jedzie w kierunku północnym. Natomiast wyjeżdża się także tylko na autostradę nr 4 i po przejechaniu 2 km można zjechać na drogę nr 461  i dojechać do Tel Awiwu.